# Россиев, Павел Амплиевич
Па́вел Ампли́евич Ро́ссиев (22 января 1873, село Покровское, Шлиссельбургский уезд, Петербургская губерния, Российская империя — 12 октября 1920, Черноморский округ РСФСР) — русский писатель, журналист, краевед, общественный деятель, председатель Свято — Николаевского Православного Братства, редактор журнала «Известия Сочинского Свято-Николаевского Братства», один из авторов «Нового энциклопедического словаря Брокгауза и Ефрона», член Всероссийского поместного собора (1917—1918), инициатор празднования основания Адлера и Сочи.

## Биография

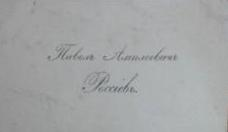
П. А. Россиев — визитная карточка " шрифт от руки "

Родился 22 января 1873 года в селе Покровское Шлиссельбургского уезда Петербургской губернии в семье кронштадтских мещан Амплия Тимофеевича и Марии Никандровны Россиевых. Проживал в городе Орел. С 1883 года обучался в Орловской губернской мужской гимназии, директором гимназии и одним из учителей Россиева являлся Иван Михайлович Белоруссов, окончил 2 курса юридического факультета Санкт-Петербургского Императорского университета.

### Начало творческой деятельности
С ранних лет Россиев начал публиковать очерки в газете «Орловский вестник» вот некоторые из них — «Старуха» (1893), «Жестокое слово» (1895),«Карась»(1895), «Белые ночи» (1896). Позже стал корреспондентом «Орловского вестника» в 1896 году в газете вышла серия его репортажей о знаменитой Новгородской XVI Всероссийской выставке — ярмарке. Попытки заняться драматургией не принесли Россиеву успеха. Несколько его пьес подверглись критике и были запрещены театральной цензурой.

### Путешествия по стране и миру, дальнейшее творчество

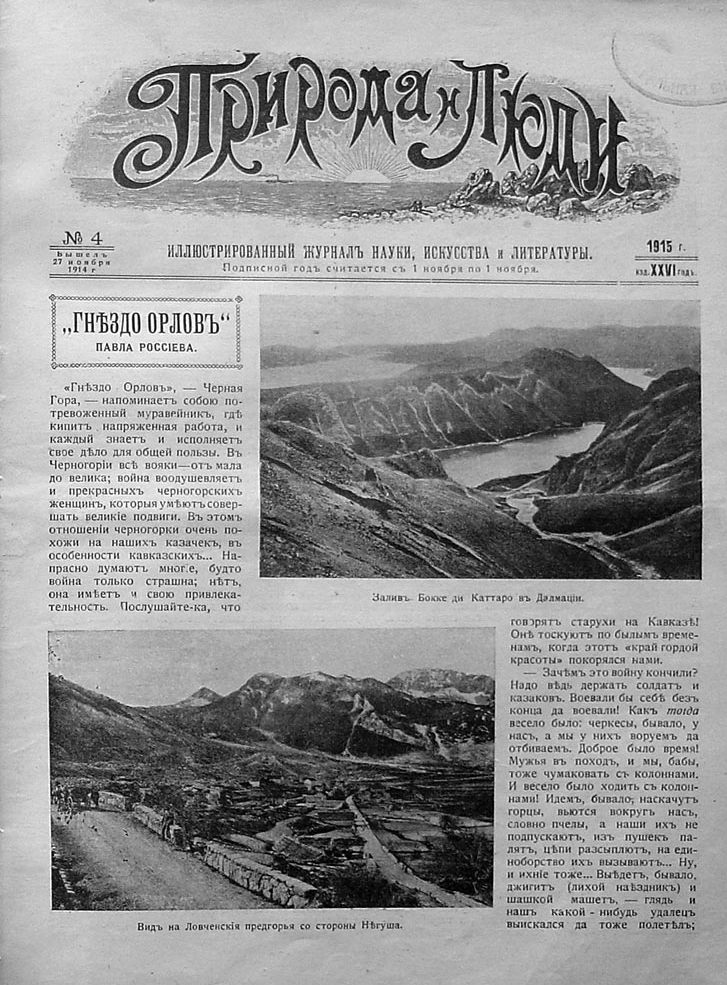
Журнал «Природа и люди» (титульная страница) с рассказом П. А. Россиева «Гнездо орлов»

С 1892 по 1894 и 1897 по 1899 годы проживал в Петербурге, с 1894 по 1897 год — в Орле. В 1900 году переехал в Москву, где работал до 1904 года в разных издательствах. После начала Русско — японской войны являлся военным корреспондентом газеты «Русский листок» и сотрудником журнала «Летопись войны с Японией».  Посетил Крым, Сибирь, Малороссию, Дальний Восток, Маньчжурию,  Австрию, Сербию, Черногорию, Боснию, Герцеговину, Данию, Италию, Голландию, Фарерские острова. Из-под его пера вышли такие работы как: «Силуэты — воспоминание о гимназических годах: мемуарное сочинение» (1899),«Светлое Христово Воскресение: Рассказ из семейной хроники» (1899),«Святитель Алексий» (1901), «Северная Русь: Очерки и картинки» (1903),«Под небом Ялты» (1903),«На севере диком»(1904),«На Дальнем Востоке» (1905),«Гнездо орлов: Путевые впечатления в Черногории» (1905)«Палладий Роговский» (1906),«Императрица Византии Афинаида-Евдокия» (1906). Так же  Россиев публиковался в периодических изданиях, таких как — «Московские ведомости»,«Ежегодник Императорских театров», «Исторический вестник», «Русский архив», «Биржевые ведомости», в журналах «Вестник литературы», «Русская старина», «Природа и люди», «Русский паломник», «Живописная Россия»,«Родная нива», «Русский инвалид», «Новое слово»,«Дневник писателя».Предоставлял материалы для создания «Большого академического толкового словаря  русского литературного языка». В ноябре 1907 года Россиев посетил могилу знаменитого Кулибина И. П.

## Журнал Душеполезное чтение.
С 1903 года Россиев начал публиковать статьи в журнале «Душеполезное чтение». На страницах журнала появились следующие работы автора: «Воскрес Христос», «Черный крест», «В новом граде Слободе», «Закон Божий в средней школе», «На Северном Урале» «Императрица Византии Афинаида - Евдокия»,«Христос Воскресе»,«Откровение в грозе и буре»,«В Пафнутьевом монастыре»,«Иисус Галилеянин», «Памяти протоиерея Р.Т.Путятина»,«Перед Церковным Собором»,«В Новом Иерусалиме», «Новый год», «Понтий Пилат пятый прокуратор Иудеи и судья Иисусв Назарянина»,«Масленица»,«Касьян Високос», «Благовещение»,),«Несколько слов о преподавании Закона Божьего в учебных заведениях», «В Тихоновой пустыни», «Вечный город»«Михайловский Златоверхий монастырь»,«Николаевский Перервинский монастырь»,«Толпа», «День в Выдубицком монастыре», «Древняя часовня», «В Ярославль и Рыбинск»,«Немного воспоминаний», «Путевые заметки. Кострома», «К 200 летию Полтавской битвы»,«Поездка а Драндский монастырь»,«Виденье Наполеона (Народное предание 1812 года)»,«Отклики на современность. Памяти Н. И. Пирогова».

## Россиев в Сочи

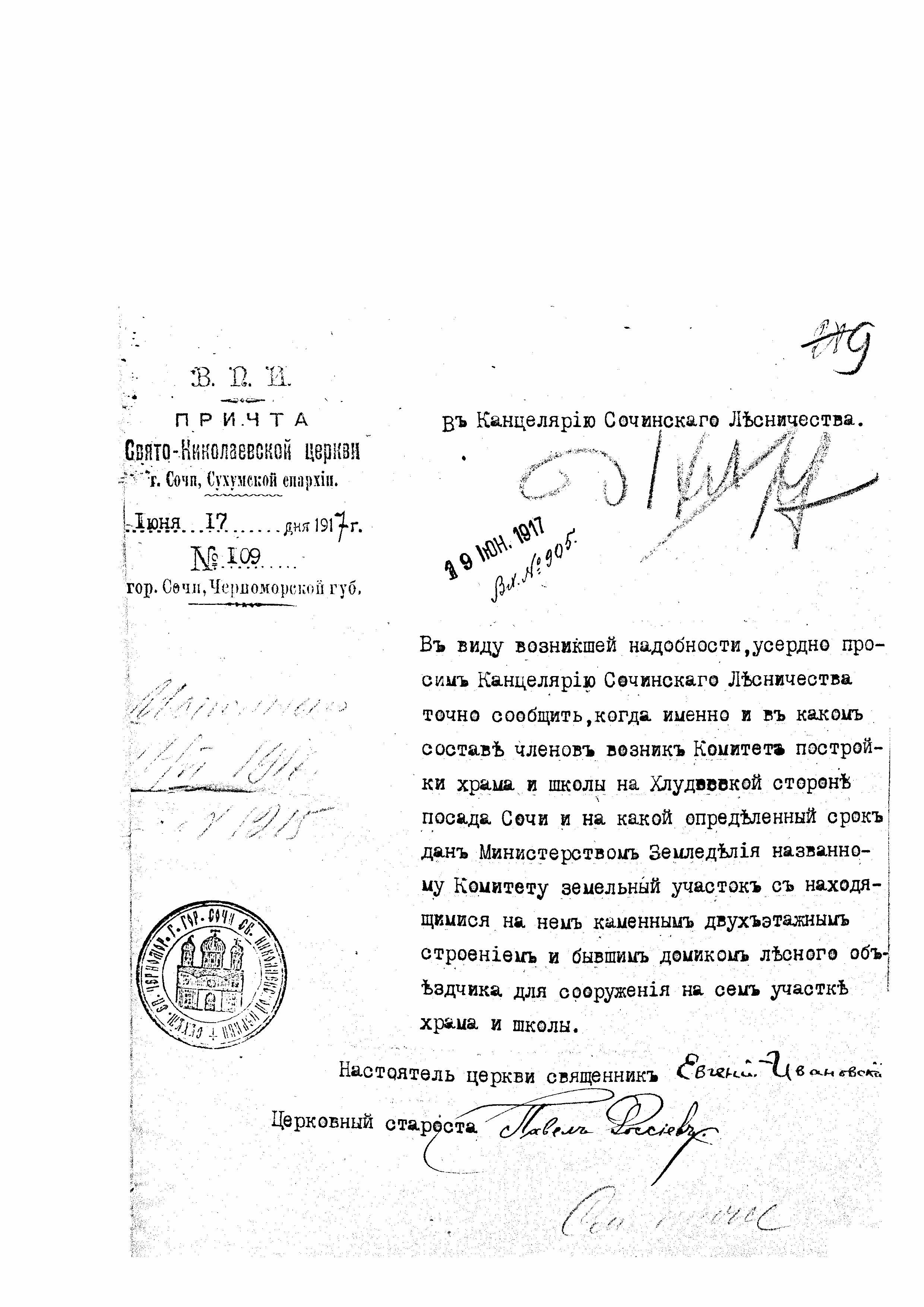
Письмо настоятеля церкви Евгения Ивановского и церковного старосты Павла Россиева в Сочинское лесничество. От 17 июня 1917 года. Копия документа из МКУ «Архив города Сочи»

В 1909 году Россиев переехал в посад Сочи. Проживал в своем доме на Хлудовской стороне. В период с 1909 по 1912 годы к столетию Отечественной войны 1812 года и прославлению в лике святых Священномученика Патриарха Московского и всея Руси Гермогена (Ермогена) Россиевым была написана и опубликована серия книг «для простого народа». Постановлением Обер прокурора Святейшего Синода от 5 -15 декабря 1911 года под № 857 книги Россиева - «Сожженная Москва»,«Изгнание двадесять язык »,«Русские освобождают Европу» и «Великий печальник за Родину Патриарх Гермоген»   были допущены в библиотеки Церковно - учительских школ.
В 1913 году в журнале «Новое слово» Россиев опубликовал очерк «У Чёрного моря: К истории покорения Кавказа в 1838 году»,  где в главах  — «Путешествие Николая I», «Царские слова», «Кавказский берег Чёрного моря», «Черкесские гнезда», «1838 год», «Форт Александрия — основа Сочи», «Шутка моря», «Житье бытье гарнизонное», «Собаки», «Сцена из Одиссея», "Перед крымской кампанией.рассказал об предпосылках, подготовке и высадке русского морского десанта в районе Сочи, а так же основания и быта форта Александрия.
Во время Первой мировой войны в журнале «Исторический вестник» выходит публикация автора —
«Очерки Боснии и Герцеговины:Заметки русского путешественника»
Главы очерка — «Сербы и швабы», «Положение разных народностей в Боснии-Герцеговине», «Мостар — столица геройской Герцеговины», «История православного храма», «Архистратиг Михаил», «В гордую Боснию», «Сказание о Торлаке», «Дольний край», «Боснийское духовенство», «Столица Боснии»...

### Староста храма
В 1912 году на Хлудовской стороне Сочи по высочайшему повелению начинает организовываться приход Русской Православной Церкви и строительство Православного храма в честь Святителя Николая Мирликийского Чудотворца. Россиев становится церковным старостой.

### Краевед, инициатор празднования юбилея основания Сочи
В конце 1912 года с разрешения городского старосты Россиев ознакомился, проанализировал и систематизировал собранные в городской управе исторические документы. 26 марта 1913 г. П. А. Россиев официально обратился к городскому старосте А. Я. Карташёву с инициативой отметить 75-летие основания Сочи в день закладки форта Александрия. Двадцать третьего апреля 1913 года (6 мая — по новому стилю) в день тезоименитства императрицы Александры Федоровны впервые отпразднован юбилей дня основания Сочи. К дню празднования в городском парке был торжественно открыт и освящён монумент «Якорь и пушка». В тот же день 23 апреля в газете «Сочинский листок» была опубликована статья Россиева следующего содержания:

(...) Работая над составлением истории Сочи, я почтительно прошу просвёщенных местных жителей, а также настоящих и бывших общественных деятелей оказать мне содействие в моей работе, а именно: Я нуждаюсь в материалах (более однако рукописных, чем печатных) о прошлом посада Сочи: из устных воспоминаний, преданий, семейно-архивных сведений и вообще всего, что придает исторической работе сочность, полноту и всесторонность.(...) в портретах (с точными биографическими данными) местных общественных деятелей за все 75-летнее существование Сочи (то есть 1838—1913), как то: городских старост, начальников округа, благотворителей (...) в иллюстрациях и фотографических снимках, отразивших на себе Сочи во всех отношениях (архитектурном, этнографическом, бытовом и т. п.). Словом, все нужно, что касается Сочи, прожившего три четверти века и готовящегося стать губернским городом.(...) — 

### Инициатива создания музея

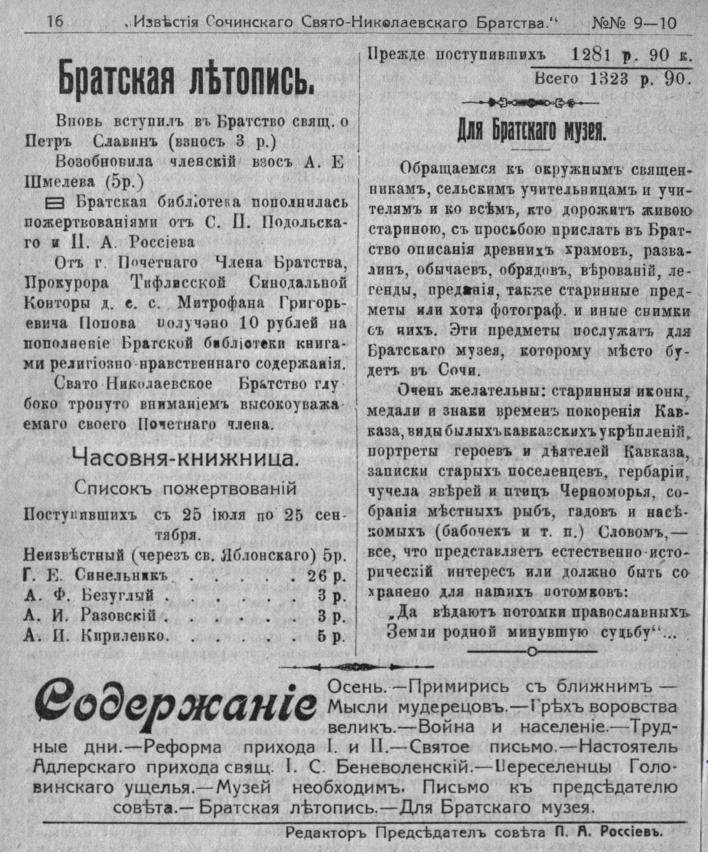
Обращение Сочинского Свято-Николаевского Братства к жителям Сочи Копия из фондов Р. Н.Б.

В ноябре 1913 года Россиевым был подготовлен и предоставлен доклад на «Съезд деятелей Черноморского побережья» петербургского «Общества изучения Черноморского побережья Кавказа» о возможности создания в посаде Сочи музея. Этот доклад опубликован в книге «Труды съезда деятелей Черноморского побережья Кавказа» Санкт-Петербург, 1914 год.

(...)Черноморская губерния представляет собою богатейшую сокровищницу, лишь немногим из нас ведомую(...)Создание местного (Черноморско-Кавказского) музея необходимо со многих точек зрения, ибо он есть не только собиратель, но и охранитель и сберегатель исчезающих памятников старины (...)Возникает вопрос: где быть музею? (...)Таким, по нашему мнению, является Сочи(...)А Черноморская губерния стоит музея, который в русском Канне (Сочи) мог бы и развиваться вполне нормально и здорово, с чем, позволю себе надеяться, может быть согласится съезд почтенных деятелей Черноморского побережья, на обсуждение которого и имею честь представить сей доклад.— 

### Председатель совета Свято-Николаевского православного братства
15 декабря 1913 года при храме Святителя Николая Чудотворца на Хлудовской стороне по благословению епископа Сухумского Андрея было организовано Свято-Николаевское братство, в котором П. А. Россиева избрали председателем.
«Воззвание и благословение епископа Сухумского Андрея к созданию братства»:

Православным жителям города Сочи и Сочинского округа. Возлюбленные о Христе Братья и сестры! Сердце моё разрывается на части: хочется быть у вас, среди вашего Христианского братства (...) Христианская ревность о Церкви святой вашего собрата, возлюбленного о Господе раба Божия Павла (я говорю о Павле Амплиевиче Россиеве), заставила меня утвердить устав особого Сочинского Братства во имя святителя Николая. (...) Господь да благословит вас всех, кто восчувствует свою принадлежность ко святому телу Церковному и проникнется радостной любовью к братии своей. Призываю Божие благословение на святые труды ваши и желаю успеха тем более, что Сочинское Братство открывается при совершенно исключительных условиях. Господь да будет нам помощником! Андрей, Епископ Сухумский 1 декабря 1913. — 

### Русский провинциальный некрополь
В 1914 году П. А. Россиевым совместно с Б. Л. Модзалевским и В. И. Саитовым Его Императорскому Высочеству Николаю Михайловичу был собран и предоставлен материал для последующего издания книги «Русский провинциальный некрополь»

### Празднование юбилея окончания Кавказской войны

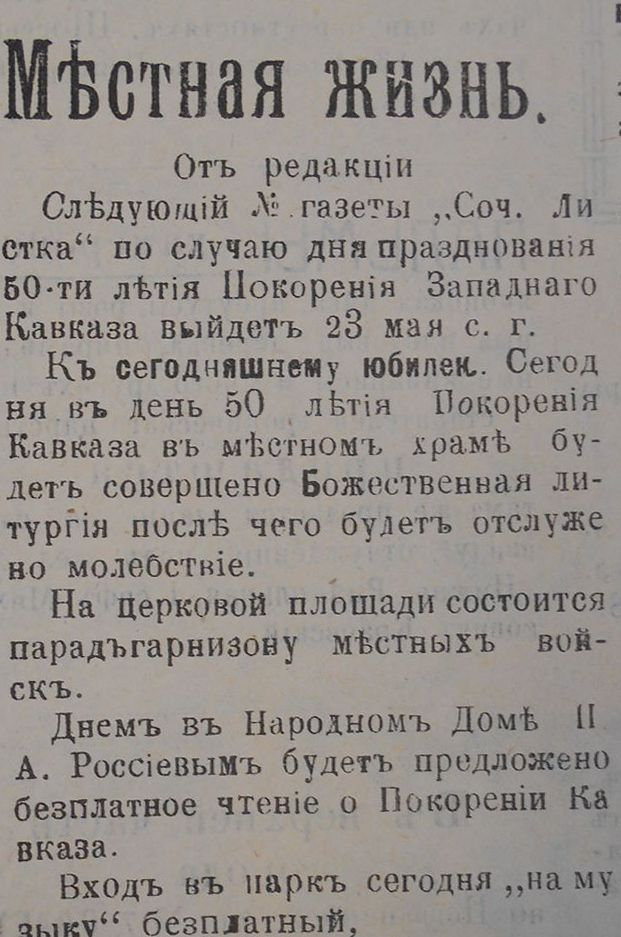
Статья из газеты Сочинский листок. Источник — из личного архива В. Н. Костиникова.

21 мая 1914 г. по приказу начальника Сочинского гарнизона капитана Туманского был отмечен праздник 50-летнего юбилея окончания покорения Кавказа В казармах 9-й роты 203-го пехотного Сухумского полка была отслужена панихида по погибшим во время войны русским солдатам. С речью о минувших сражениях перед нижними чинами и офицерами выступил П. А. Россиев. Громогласно прозвучало величание государю императору Николаю Александровичу и исполнен Государственный гимн Российской Империи «Боже, Царя храни!»

### Во время первой мировой войны

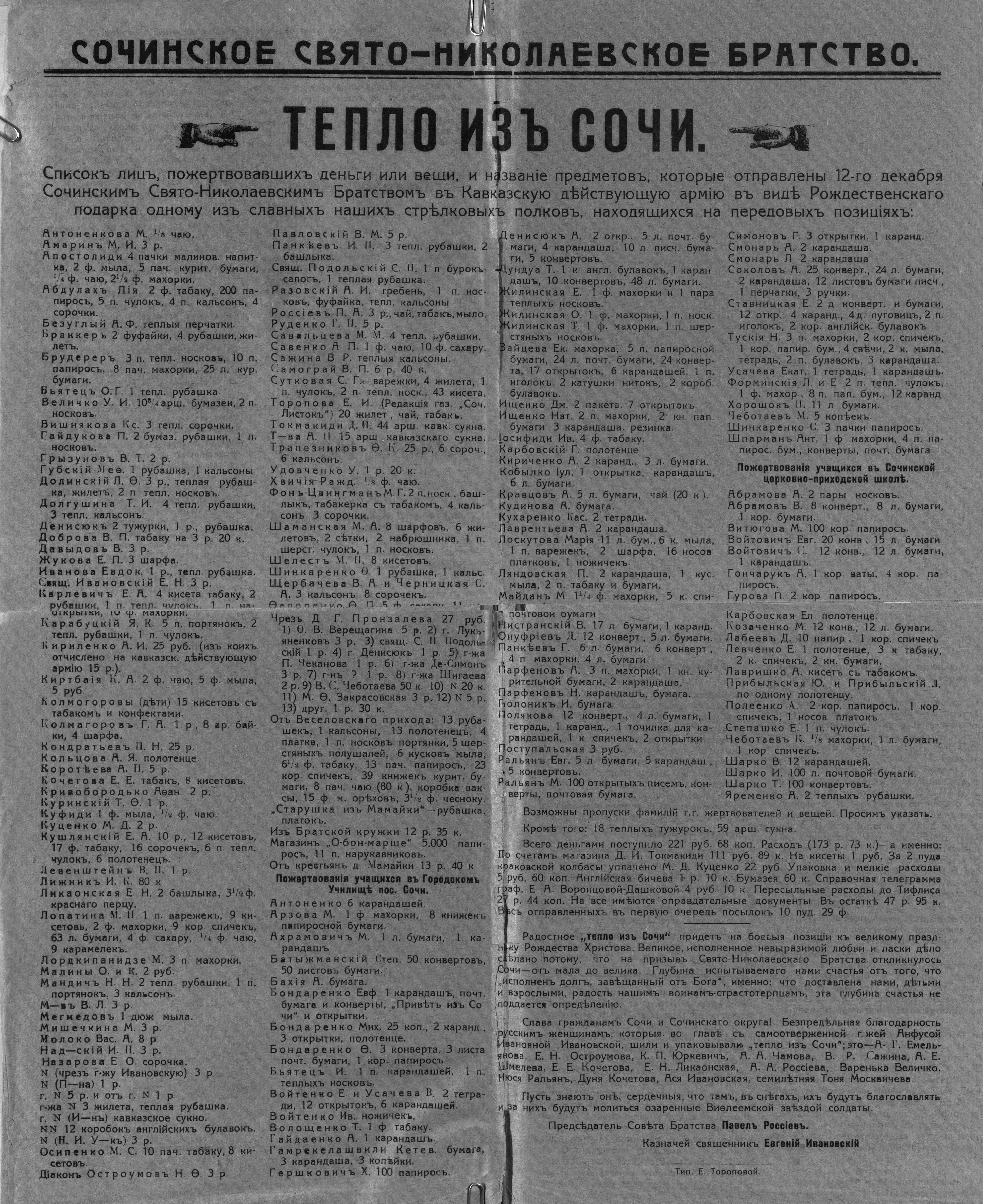
«Тепло из Сочи» — Список жертвователей для войнов Кавказской армии. Копия из фондов Р. Н.Б.

В декабре 1914 года Свято-Николаевским братством во главе с Россиевым был произведен сбор денежных средств и теплых вещей с последующей передачей их в виде Рождественского подарка одному из стрелковых полков действующей Кавказской армии на передовые позиции. В июне 1915 года было выделено денежное пособие раненым солдатам для лечения мацестинскими серными ваннами. В январе 1916 года был передан в ведение военного ведомства имевшийся в братском распоряжении медицинский лазарет, ведомством, в свою очередь, была создана особая палата имени Свято-Николаевского братства.

### Редактор журнала Известия Свято-Николаевского братства

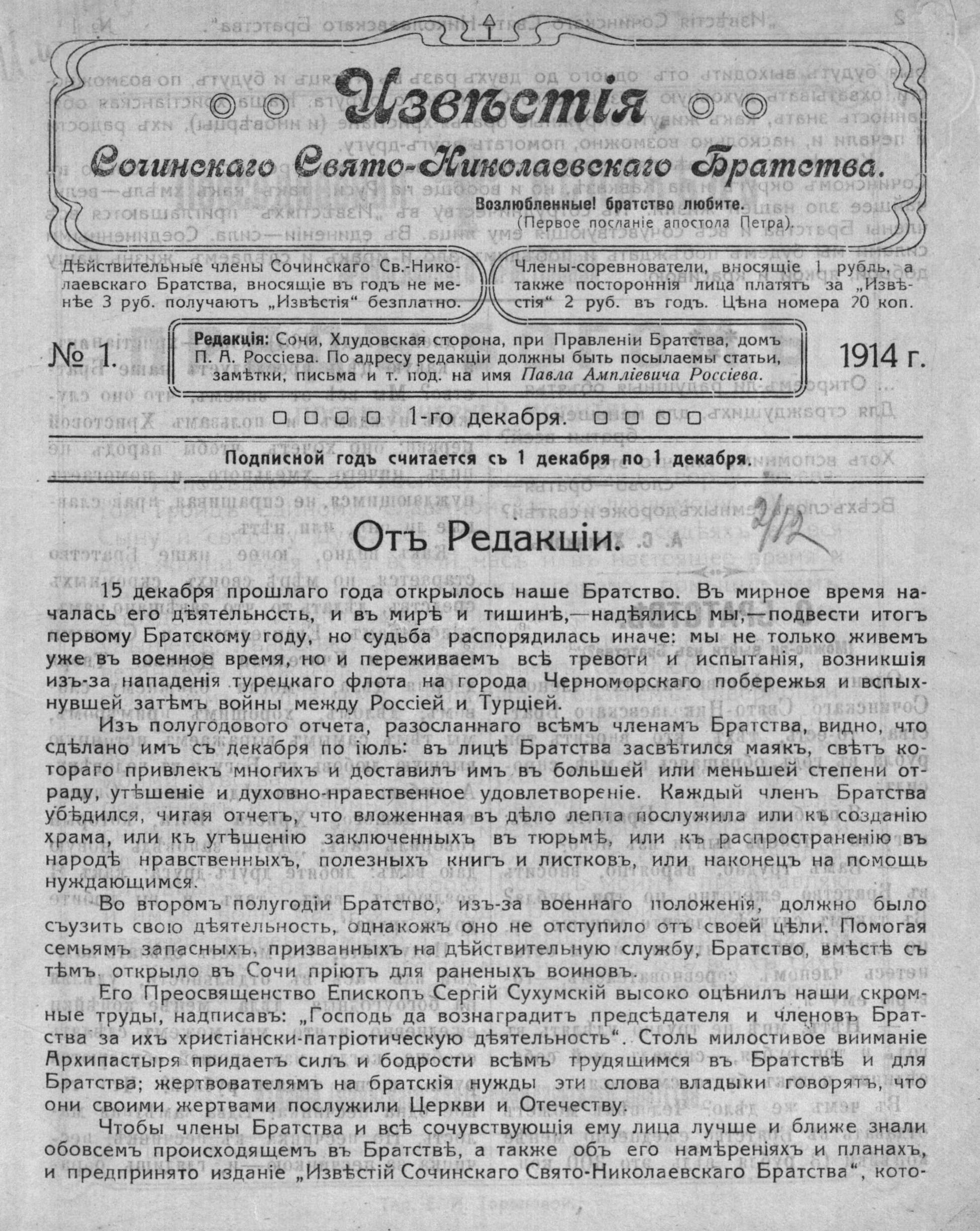
Журнал Известия Сочинского Свято-Николаевского Братства. Копия из фондов Р. Н.Б.

С 1 декабря 1914 года у Свято-Николаевского братства появилось своё периодическое издание «Известия Сочинского Свято-Николаевского Братства», в котором Россиев стал редактором.

### Директор тюремного комитета
В феврале 1915 года на должность директора Сочинского тюремного комитета, занимавшегося попечительским надзором об освобожденных из тюрем узников, последующим их трудоустройством и облегчением участи семей заключенных, назначили основателя Сочинского Свято-Николаевского братства Павла Россиева. Усилиями Сочинского Свято-Николаевского Братства в арестном доме посада Сочи впервые была основана тюремная библиотека религиозно-нравственного содержания. В библиотеке имелись книги Нового завета и Псалтырь на шестнадцати языках и наречиях.

### Закладка и освящение книжницы-часовни

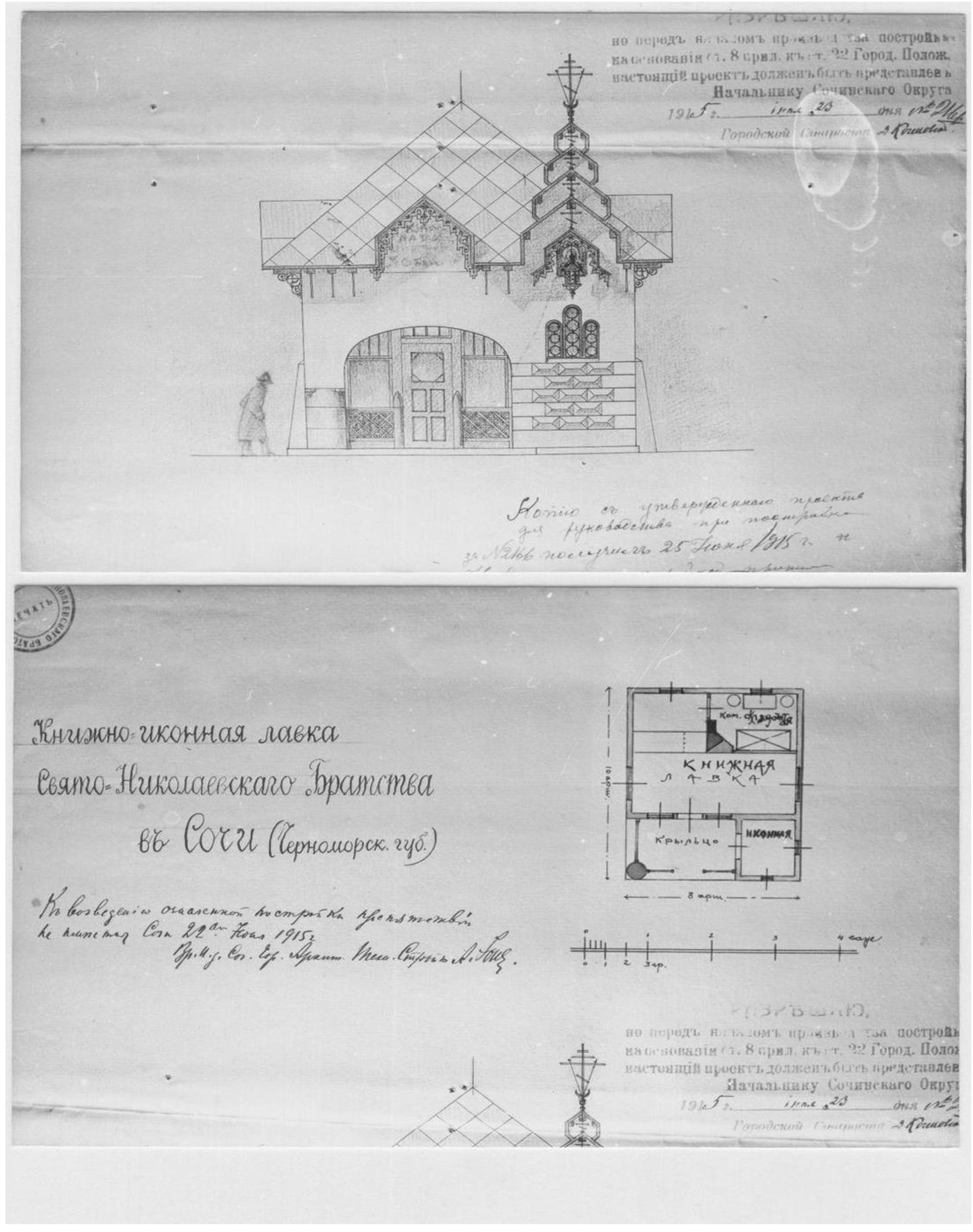
Проект книжницы-часовни Свято-Николаевского братства.Копия из М.К.У. «Архив города Сочи»

В феврале 1916 года трудами Свято-Николаевского братства под председательством П. А. Россиева заложена (впоследствии построена) и освящена книжница-часовня. Об этом событии вышла статья в газете «Сочинский листок».

 (...)Свято-Николаевское братство на базарной площади осуществило закладку книжницы-часовни. Торжество собрало многочисленную публику. Присутствовал почетный член братства начальник Сочинского округа Ф. И. Яников. Торжественный молебен и закладка здания, которое явилось первым в этом роде, на территории всей Черноморской губернии, совершил(...) священник отец Евгений Ивановский. На молебне пел хор Собора Михаила Архангела (...) Председатель совета П. А. Россиев в своей речи выразил значение этого торжества (...) «Велика бывает польза от учения книжного, и велика бывает польза от народного самосознания». (...) этот праздник есть праздник не только братства, маленькой, скромной пчелы, несущей свой мед в соты общественного сознания и филантропии, но это праздник всех слоев местного общества. (...) городское управление, представляя небольшую площадь (...) земли под братское сооружение, мудро учло моральную ценность дела, которая всегда выше коммерческих соображений.— 
15 октября 1916 г. было проведено торжественное освящение книжницы-часовни на базарной площади, построенной благодаря усилиям Свято-Николаевского братства.

(...)Чин освящения совершал отец Евгений Ивановский при сослужении священника отца Александра Ильинского и отца Петра Славина, а также при участии отца диакона Н. Ф. Остроумова. После освящения выступил председатель братства П. А. Россиев, который охарактеризовал цели и значение книжницы и историю её возникновения, «речь произвела сильное впечатление на слушателей…». На освящении присутствовали статс-секретарь А. С. Ермолов начальник Сочинского округа Ф. И. Яников и масса молящихся(...)— 

### Открытие Грузинской библиотеки-читальни
15 марта 1916 года при участии Свято-Николаевского братства в Сочи торжественно открылась библиотека-читальня для грузин.
После молебна отец Евгений Ивановский произнёс речь и преподнёс два Евангелия на грузинском языке. За ним Павел Амплиевич Россиев произнёс длинную речь, обозначив значение библиотеки как просветительского учреждения. В его выступлении было много воспоминаний из истории Грузии. После него выступил с речью городской староста Д. И. Коченовский. В ответной речи председатель общества Н. К. Лордкипанидзе поблагодарил всех собравшихся, заявив, что хотя библиотека и носит название грузинской, но она имеет задачу служить просветительным целям всех верных сынов России. Начальник Сочинского округа Ф. И. Яников пожелал развития и процветания библиотеке.

## Поместный Собор Православной Российской Церкви
Член Поместного собора Православной Российской Церкви как мирянин от Сухумской епархии.

### Вопрос о законности основания участия в Соборе.
Посад Сочи (с 31 июля 1917 года — город) во время проведения Поместного Собора входил в состав Черноморской губернии и Сухумской епархии с епархиальным управлением в городе Сухум. Правящим архиереем Сухумской епархии являлся епископ Сергий (Петров). Избрание кандидатов в члены Собора в связи с происходившими на Черном море военными действиями и угрозой потопления подводными лодками пассажирских судов, а также отсутствия железнодорожного сообщения по причине неоконченного строительства Черноморской железной дороги являлось затруднительным. По распоряжению епископа Сергия было проведено два епархиальных съезда духовенства и мирян. Первый съезд прошел 18 июля 1917 года в Туапсе, второй — 25 июля 1917 года в Сухуме. Это действие явилось нарушением Положений о созыве Поместного Собора и повлекло за собой постановку вопроса Отделом личного состава о проверке полномочий Членов Собора и неимении законного основания для участия в Соборе представителей Сухумской епархии в лице протоиерея В. А. Львова, С. П. Кехгиопуло и П. А. Россиева. После постановки данного вопроса последовали дебаты, в дебатах приняли участие ординарный профессор кафедры церковного права П. А. Прокошев, епископ Сухумский Сергий (Петров), протоиерей В. А. Львов, профессор кафедры истории Киевской духовной академии П. П. Кудрявцев и П. А. Россиев. Вопрос был вынесен на общее голосование, где большинством голосов Собора было принято решение признать выборы по Сухумской епархии состоявшимися. Всего в Соборе от Сухумской епархии принимали участие пять человек. Епископ Сухумский Сергий (Петров), протоиерей Г. С. Голубцов (как заместитель Сергия (Петрова) на время его отсутствия), протоиерей В. А. Львов, П. А. Россиев и С.П. Кехгиопуло.
Россиев участвовал в 1-й сессии Собора, член XVIII отдела.

(...)Член Собора П. А. Россиев предлагал уточнить формулировку, введя определение «православные по рождению». Но мнение это, вполне понятное по обстоятельствам предреволюционной поры, когда православие принималось порой не в результате религиозного обращения, все-таки не вошло в положение по догматическим соображениям(...)— 

## Юго — Восточный Русский Церковный Собор
В 1919 году город Сочи входил в состав Черноморской губернии и Сухумской епархии, контролировался Войсками Черноморского побережья. Юго - Восточный Русский Церковный Собор проходил с 19 по 24 мая 1919 года в городе Ставрополь Кавказский. Собор охватывал территории, контролируемые войсками ВСЮР. На Соборе Сухумскую епархию представляли семь его членов: епископ Сухумский Сергий (Петров), протоиерей П.И Беловидов, священник В. А. Лаванов, тайный советник М. М. Рейнке, коллежский советник Л. Е. Сенько — Поповский, протоиерей В. А. Львов и П. А. Россиев. Россиев являлся секретарем отдела «О церковной дисциплине», который возглавлял архиепископ Сухумский Сергий и членом II отдела — «О приходе», под председательством епископа Приазовского и Таганрогского Арсения (Смоленец). Собором было принято решение об реорганизации Сухумской епархии в Черноморско — Новороссийскую с перенесением кафедры из Сухума в Новороссийск, так же выделение Кубанского викариатства из состава Ставропольской епархии и образования самостоятельной Екатеринодарской и Кубанской епархии
```
(...) О решениях отдела «О церковной дисциплине» доложил Собору П. А. Россиев. Отдел выразил мнение, что Собор должен составить воззвание к православным людям с определением социализма как материалистического и антихристианского учения(...)
[
149
]
[
150
]
```

## Арест и смерть
Последняя по времени из обнаруженных статей П.А. Россиева опубликована в газете «Вестник Кубанского Краевого Правительства», статья датирована 9 (22) апреля 1920года.. После ухода Добровольческой армии с Черноморского побережья Кавказа и прихода к власти в Сочи большевиков 19 сентября 1920 года арестован по обвинению в «редактировании статей контрреволюционного характера». Коллегией Черноморской чрезвычайной комиссии 12.10.1920 г. назначена высшая мера наказания — расстрел. Реабилитирован заключением прокуратуры Краснодарского края от 19 марта 1993 года на основании ст. 3 — ст. 5 Закона РФ от 18.10.1991 года «О реабилитации жертв политических репрессий» По материалам архивно-следственного дела место приведения приговора в исполнение и место захоронения неизвестны..

## Память
В 2010 году в центре Сочи рядом со знаковым местом Ривьерский мост жителями города был установлен «Памятник жертвам политических репрессий 1920—1950 г.г.». в его мартирологе из более ста пятидесяти фамилий увековечено имя П. А. Россиева.
25 декабря 2013 года в Орловской областной научно-универсальной публичной библиотеке имени И. А. Бунина была проведена межрегиональная (с международным участием) научно-практическая конференция по проблемам истории, теории и практики библиотечного дела библиографии и книговедения «Десятые Денисьевские чтения» имени В. Н. Денисьева. На этой конференции директором Орловского дома литераторов Кондратенко А. И. подготовлен и зачитан доклад о П. А. Россиеве «Очарованный странник»
11 ноября 2018 года Сочинскими городскими организациями Русское Географическое Обществао и Российское общество историков-архивистов на базе Центральной библиотеки города Сочи проведены «Первые Щербаковские чтения», посвященные памяти известного сочинского краеведа С. Н. Щербакова. На этих чтениях был представлен доклад «Павел Амплиевич Россиев в судьбах Сочи начала 20 века». Так же в этом мероприятии приняли участие представители духовенства Русской Православной Церкви.
В декабре 2018 года православными жителями города Сочи совместно с православным радио «Благовещение» по тексту книги Павла Амплиевича Россиева "Великий печальник за родину Патриарх Гермоген " была создана аудиокнига.
В январе 2019 года на российском литературном портале «Проза. ру» исследователем биографии П. А. Россиева — Сергеем Десимоном опубликована серия статей о писателе.
17 мая 2019 года в сочинской городской библиотеке имени А. С. Пушкина был проведен круглый стол под названием «Культурно — историческое наследие Сочи» посвященный памяти П. А. Россиева в этом мероприятии приняли участие : музей истории города Сочи, сочинское отделение Российского общества историков — архивистов, сочинское отделение Российского военно — исторического общества, краеведческий портал «Сочивед», Сочинская и Туапсинская епархия Русской Православной Церкви. Так же были зачитаны обращения к круглому столу из г. Санкт — Петербург (Пушкинский дом), г. Орел (Орловский дом литераторов), г. Ростов — на — Дону (ДГТУ) и г. Краснодар.
14 декабря 2023 года в Музее истории города-курорта Сочи состоялся круглый стол, приуроченный к 110-летию образования Сочинского Свято-Николаевского братства. Впервые сотрудниками музея для широкой публики была представлена фотография П. А. Россиева, так же в фонды музея переданы литературные труды писателя в оригинальном и репринтном издании.
Имя П. А. Россиева внесено в поминальный синодик насильственно лишённых жизни священнослужителей и мирян Кубанской митрополии.

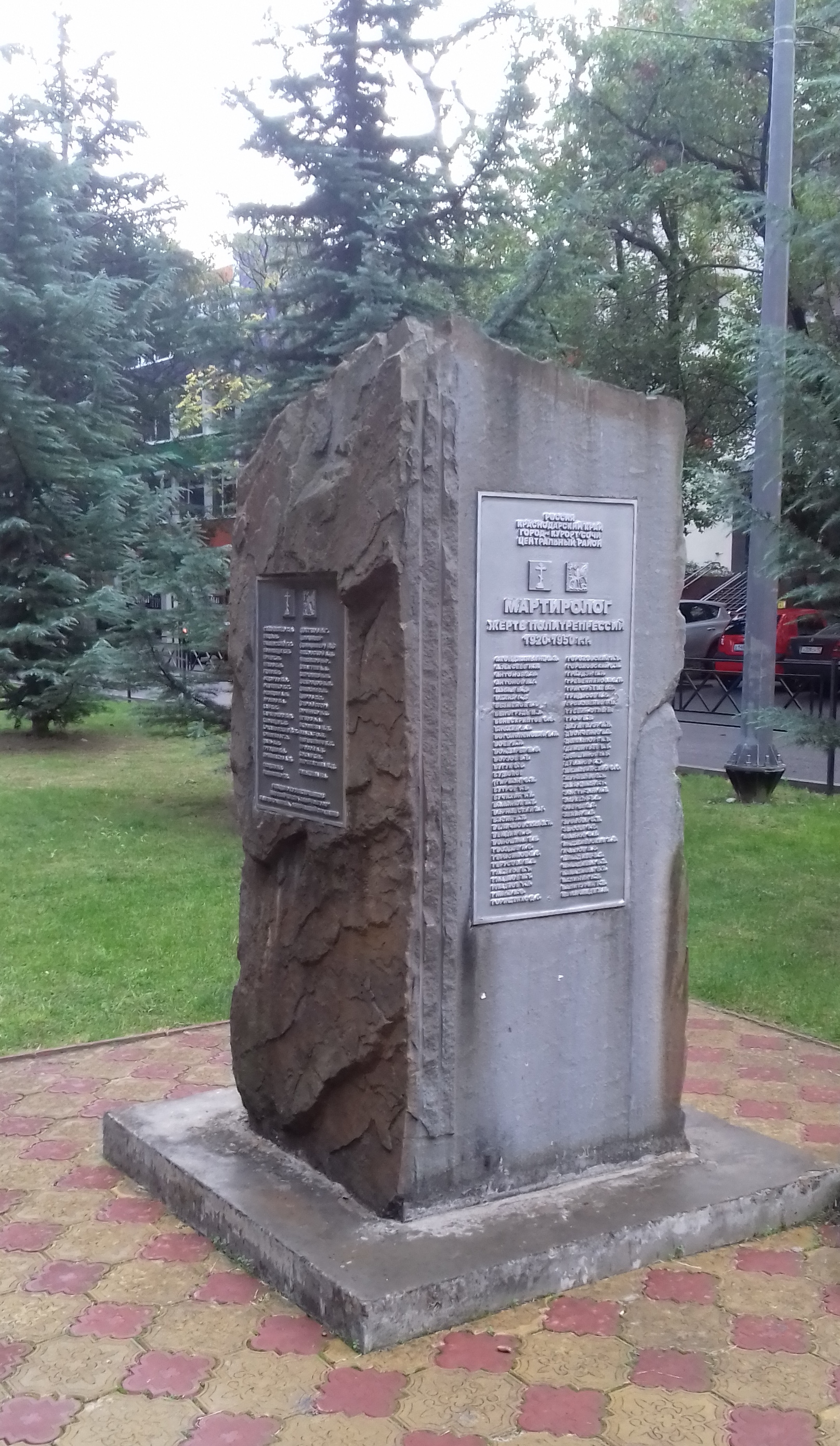
Памятник жертвам политических репрессий в Сочи, вид-1
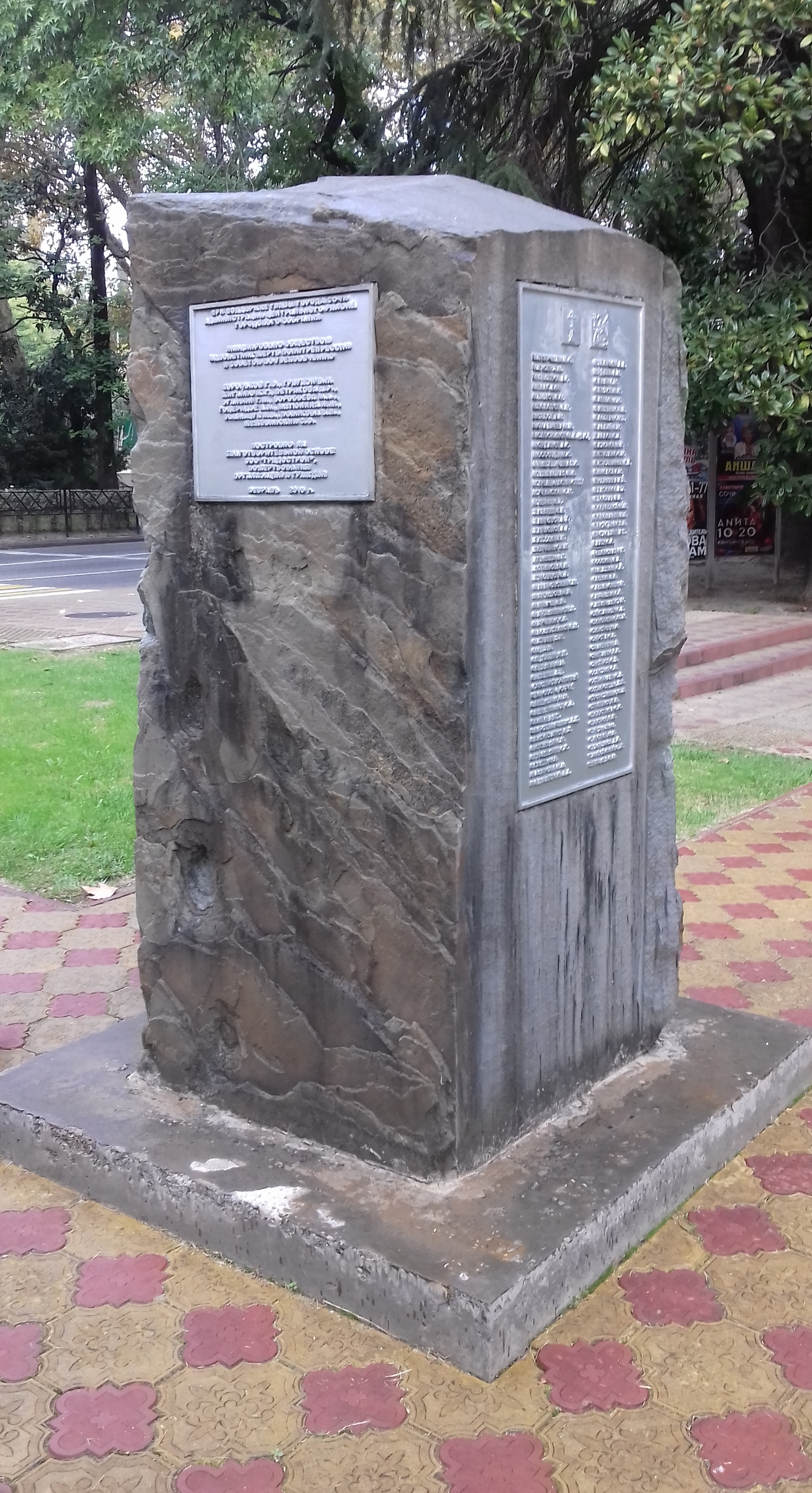
Памятник жертвам политических репрессий в Сочи, вид-2
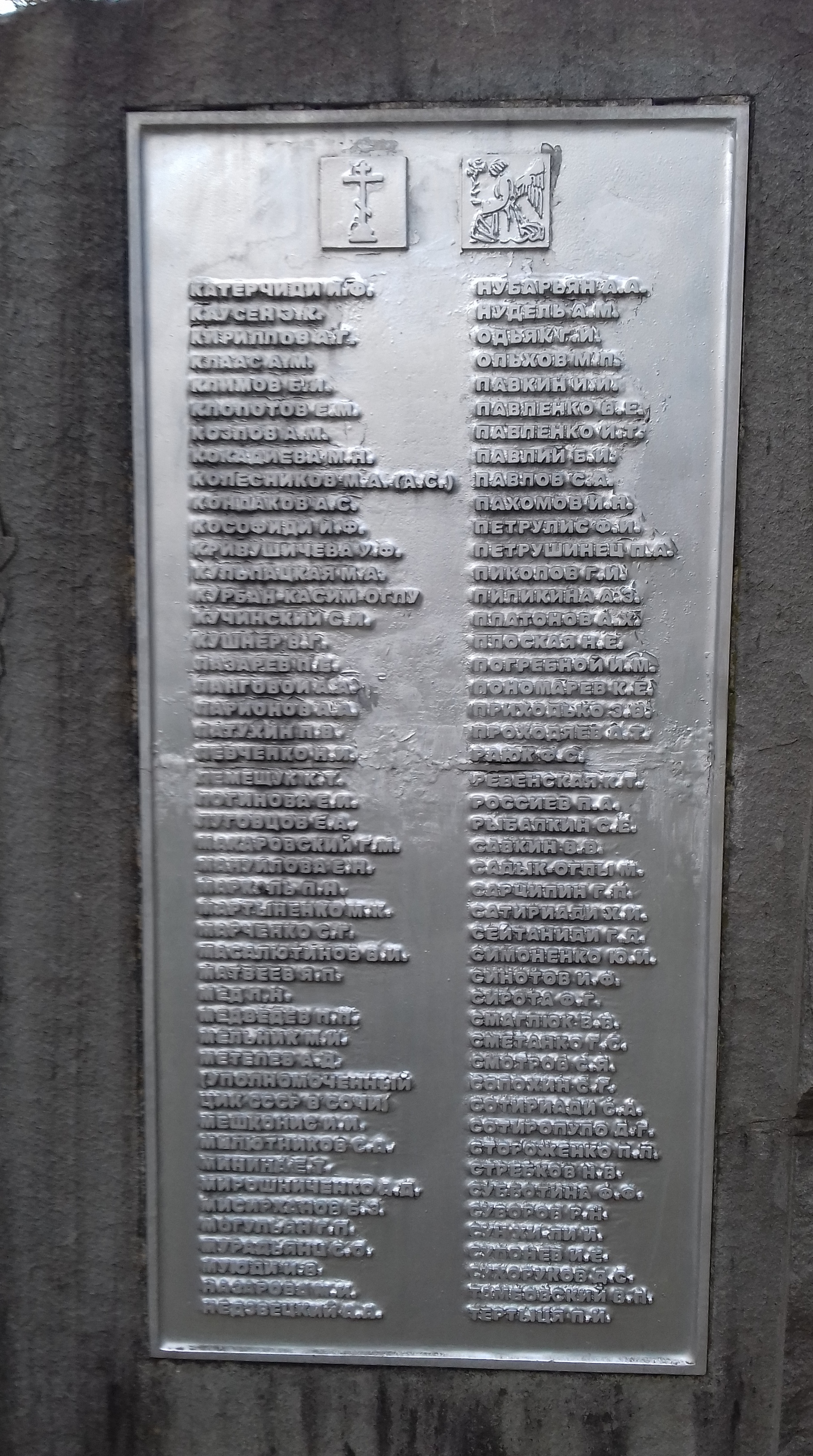
Памятник жертвам политических репрессий в Сочи — мартиролог
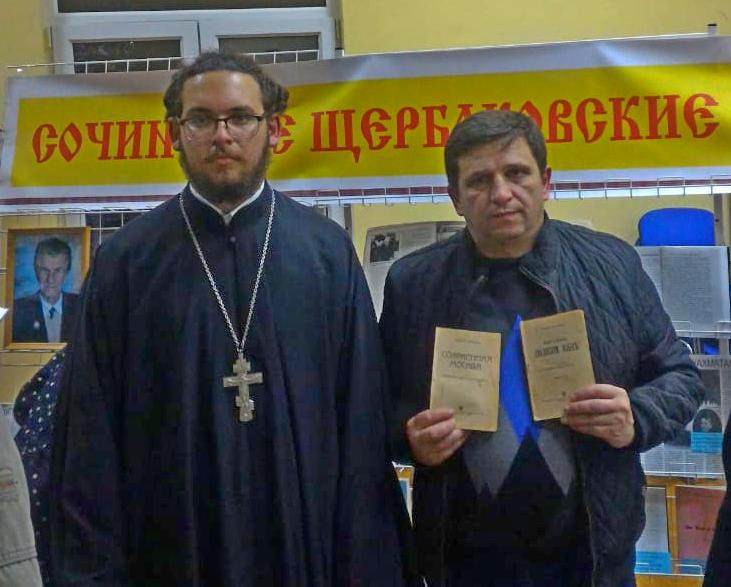
Участники "Сочинских Щербаковских чтений" с книгами Павла Россиева.
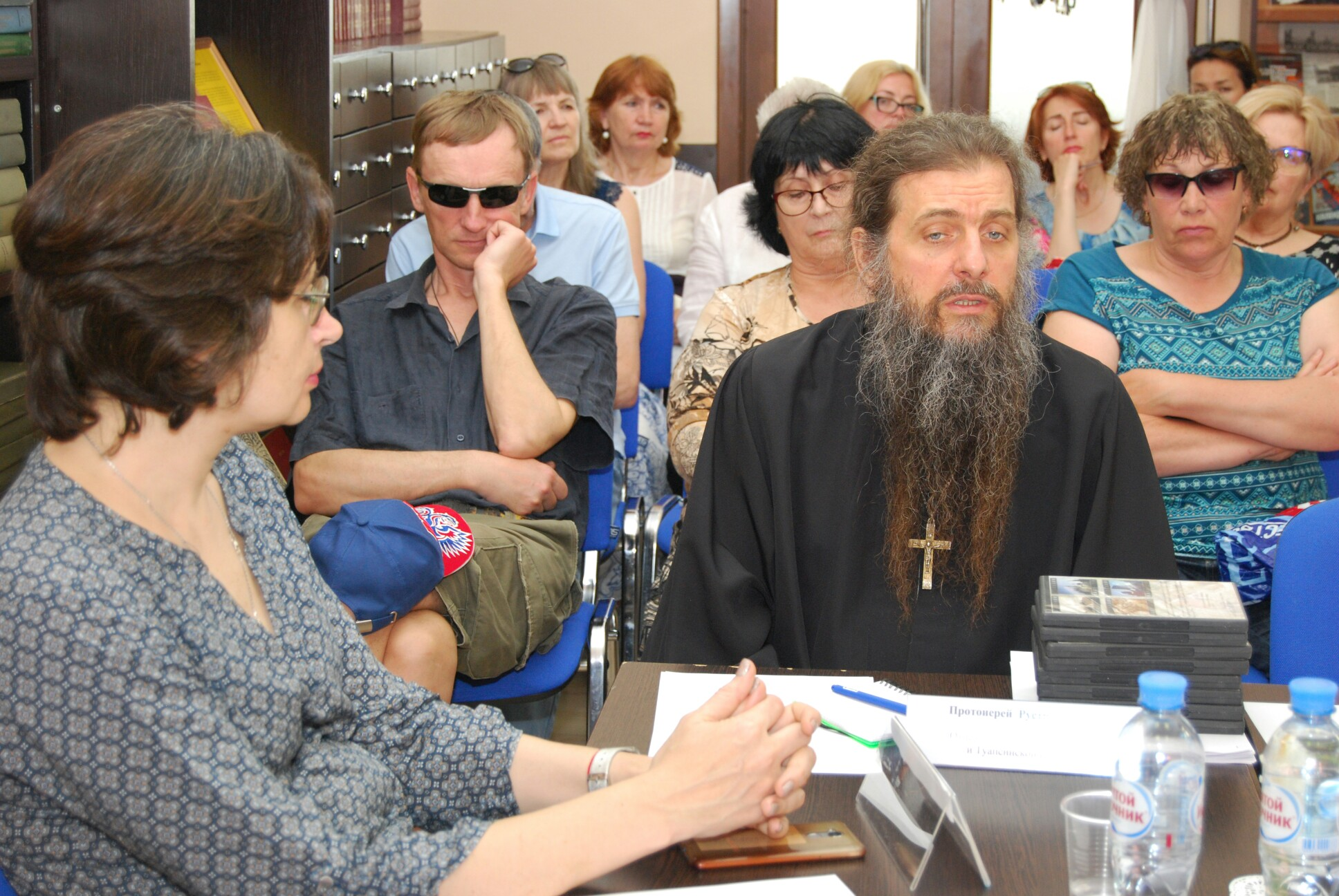
Участники круглого стола "Культурно - историческое наследие Сочи"

## Репринтные издания автора

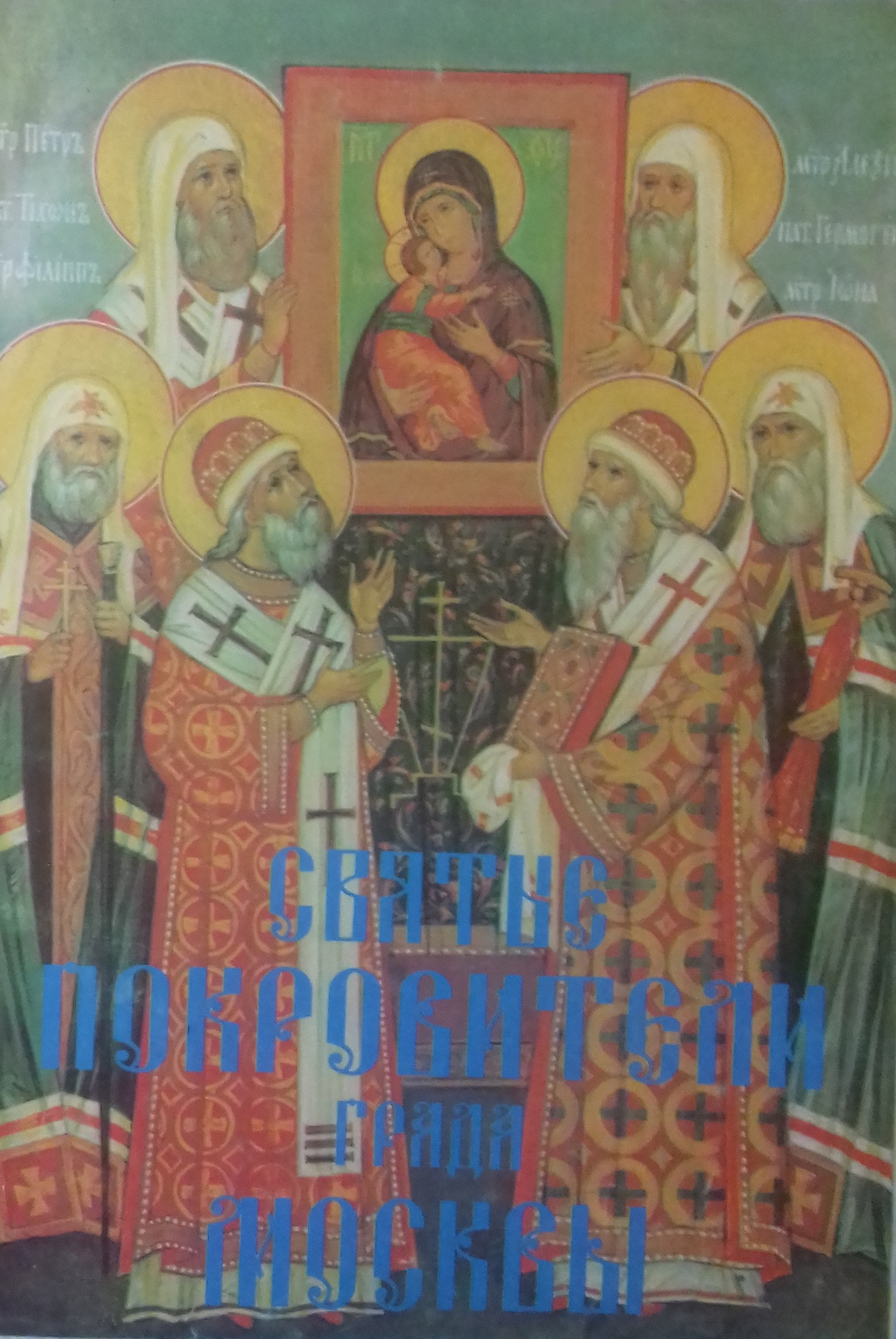

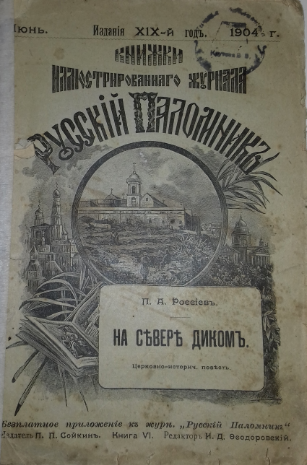

В 1996 году в составе сборника к 850-летию города Москва «Святые покровители града Москвы» была переиздана повесть «Великий печальник за Родину Патриарх Гермоген», в Санкт-Петербурге в 1999 году повесть для юношества «Святитель Алексий», в 2000 году издательством московского подворья «Свято — Троицкой Сергиевой Лавры» — церковно историческая повесть «На севере диком». 23 сентября 2011 года по благословению Патриарха Московского и всея Руси Кирилла состоялся Крестный ход «Великий печальник за Родину», посвящённый 400-летию воззваний народу священномученика Патриарха Московского и всея Руси Гермогена. Во время этого крестного хода более трех тысяч репринтных экземпляров книги Павла Россиева «Великий печальник за Родину Патриарх Гермоген» были переданы людям.

## Список основных работ

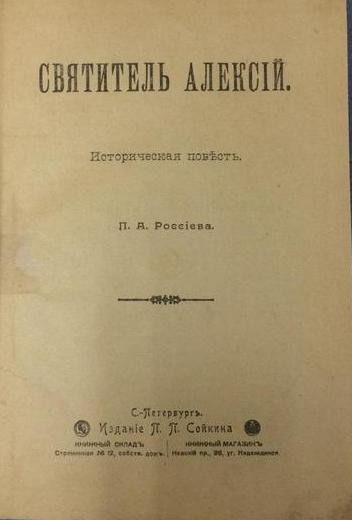

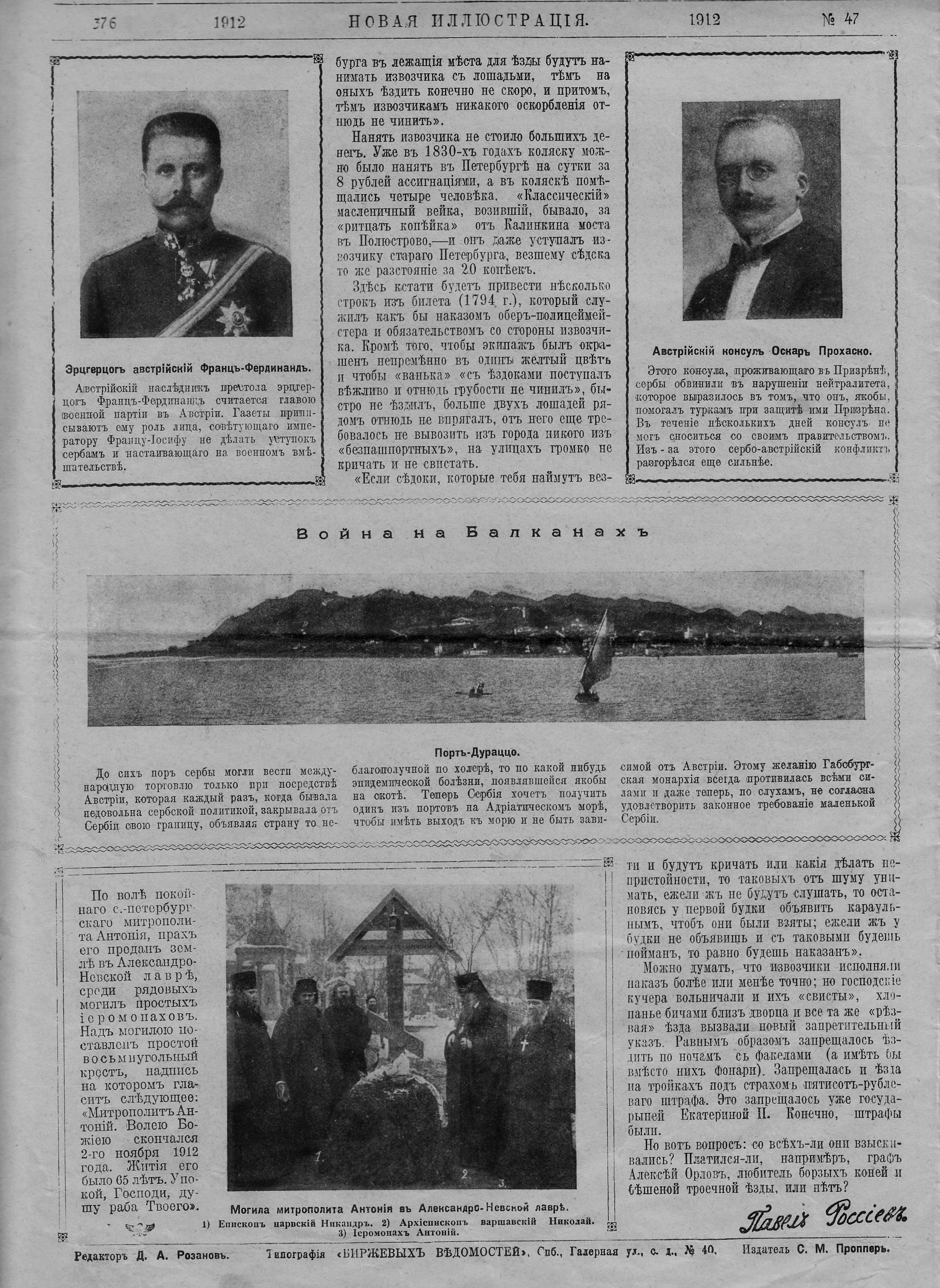

- Карась: Сцены дачной жизни (1895),
- Цари биржи: Каиново племя (1899),
- Светлое Христово Воскресение: Рассказ из семейной хроники (1899)
- Общие знакомые: Очерки и рассказы (1901),
- Святитель Алексий: Историческая повесть (1901),
- Северная Русь: Очерки и картинки (1903),
- Под небом Ялты: Повесть (1903),
- Без героев: Рассказы (1903),
- На севере диком: Церковно историческая повесть (1904),
- Саранча: Жанр в одном действии (1904),
- Суета сует: Рассказы и стихотворения из жизни маленьких людей (1904),
- На Дальнем Востоке: Очерки (1905),
- Стрела друга: Сказка (1905),
- Гнездо орлов: Путевые впечатления о Черногории (1905),
- Слава Севастополя: Сборник к пятидесятилетию Севастопольской войны (1906),
- Палладий Роговский: Церковно-исторические хроники (1906),
- Ферерские острова (1907),
- Мое первое путешествие: Из воспоминаний о золотой поре (1908),
- Русские освобождают Европу: Рассказы о войне с Наполеоном (1912),
- Изгнание двадесяти язык: Рассказ о войне (1912),
- Сожженная Москва: Рассказ о людях и делах 1812 год (1912),
- Великий печальник за Родину Патриарх Гермоген: Церковно-исторический очерк (1912)[180].